# Astragalus babakhanloui
Astragalus babakhanloui es una especie de planta herbácea perteneciente a la familia de las leguminosas. Es originaria del Asia
Es una planta herbácea perennifolia originaria de Irán.

## Taxonomía
Astragalus babakhanloui fue descrita por Maassoumi & Podlech y publicado en Iranian Journal of Botany 4: 72. 1988.
Etimología
Astragalus: nombre genérico derivado del griego clásico άστράγαλος y luego del Latín astrăgălus aplicado ya en la antigüedad, entre otras cosas, a algunas plantas de la familia Fabaceae, debido a la forma cúbica de sus semillas parecidas a un hueso del pie.
babakhanloui: epíteto